# Ernakulam
Ernakulam (Malayalam: എറണാകുളം Eṟaṇākuḷam [ˈerəɳaːkuɭʌm]) ist ein Teil der Stadt Kochi (Cochin) im südindischen Bundesstaat Kerala. Das moderne Ernakulam liegt auf dem Festland östlich des auf einer Halbinsel gelegenen historischen Zentrums der Stadt (Fort Kochi) und wird von diesem durch den Vembanad-See getrennt. Kochi und Ernakulam sind beide der Stadtverwaltung von Kochi (Corporation of Cochin) unterstellt und bilden gemeinsam den bevölkerungsreichsten Ort des Bundesstaates.
Ernakulam ist Sitz der Stadtverwaltung von Kochi, Verwaltungszentrum des Distrikts Ernakulam sowie das wirtschaftliche Zentrum Zentralkeralas, hier finden sich moderne Einrichtungen und neuere Bauten. Mit der höchsten Telefondichte Indiens hat Ernakulam einen Indikator relativ hohen Wohlstands: die Bewohner des Stadtteils verfügen über die höchste Kaufkraft ganz Indiens. Stolz ist man im Distrikt Ernakulam auf die hohe Alphabetisierungsrate von 94 Prozent: das vorbildliche Volksbildungswesen hat vor allem dazu geführt, dass auch Mädchen und Frauen nahezu gleichberechtigt daran teilhaben.
Auf Mount St. Thomas bei Kakkanad befindet sich der Sitz des Großerzbischofs der Syro-Malabarischen Kirche und Sitz seines Erzbistums Ernakulam-Angamaly mit der Kathedralbasilika St. Marien.
Im Vorort Chendamangalam befindet sich „Paliam Palace“ mit einem hinduistischen Tempel, einer Kirche und einer Moschee. Nahe vor der Stadt liegt eine weitere Insel: Willingdon Island. Sie ist durch die „Venduruthy Bridge“ mit dem Ort verbunden. Hier befindet sich ein Stützpunkt der indischen Marine sowie der Seehafen, der im 13. Jahrhundert erbaut wurde.

## Persönlichkeiten
- P. R. Sreejesh (* 1988), Hockeyspieler
- Eldhose Paul (* 1996), Dreispringer